# Pescosansonesco
Pescosansonesco là một đô thị thuộc tỉnh Pescara trong vùng Abruzzo của Ý. Đô thị này có diện tích 18 km², dân số năm 2001 là 556 người. Các làng trực thuộc: Colle della Guardia, Dogli e Decontra.
Các đô thị giáp ranh gồm: Bussi sul Tirino, Capestrano (AQ), Castiglione a Casauria, Corvara, Pietranico.